# 阿里安娜·西盖尔
阿里安娜·西盖尔（義大利語：Arianna Sighel，1996年9月2日—），意大利女子短道速滑运动员，2021年世界短道速滑锦标赛女子3000米接力铜牌得主、2023年世界短道速滑锦标赛混合2000米接力铜牌得主、2024年世界短道速滑锦标赛混合2000米接力银牌得主。